# Primera División de la Unión Soviética 1991
La temporada 1991 de la Vysshaya Liga fue la 54.ª y última de la Primera División de la Unión Soviética.
Tras el colapso de la Unión Soviética a fines de 1991 los clubes fuera de la RSFS de Rusia se fueron a sus países respectivos, quedando sólo seis clubes: los cinco de Moscú y uno de Vladikavkaz.
|  |     | Equipos                  | PJ | G  | E  | P  | GF | GC | Dif | Pts |
|  | --- | ------------------------ | -- | -- | -- | -- | -- | -- | --- | --- |
|  | 1.  | CSKA Moskva              | 30 | 17 | 9  | 4  | 57 | 32 | +25 | 43  |
|  | 2.  | FK Spartak Moskva        | 30 | 17 | 7  | 6  | 57 | 30 | +27 | 41  |
|  | 3.  | FK Torpedo Moskva        | 30 | 13 | 10 | 7  | 36 | 20 | +16 | 36  |
|  | 4.  | FK Chornomorets Odessa   | 30 | 10 | 16 | 4  | 39 | 24 | +15 | 36  |
|  | 5.  | FK Dynamo Kiev           | 30 | 13 | 9  | 8  | 43 | 34 | +9  | 35  |
|  | 6.  | FK Dynamo Moskva         | 30 | 12 | 7  | 11 | 43 | 42 | +1  | 31  |
|  | 7.  | FK Ararat Yerevan        | 30 | 11 | 7  | 12 | 29 | 36 | -7  | 29  |
|  | 8.  | FK Dinamo Minsk          | 30 | 9  | 11 | 10 | 29 | 31 | -2  | 29  |
|  | 9.  | FK Dnipro Dnipropetrovsk | 30 | 9  | 10 | 11 | 31 | 36 | -5  | 28  |
|  | 10. | FK Pamir Dushanbe        | 30 | 7  | 13 | 10 | 28 | 32 | -4  | 27  |
|  | 11. | FK Spartak Vladikavkaz   | 30 | 9  | 8  | 13 | 33 | 41 | -8  | 26  |
|  | 12. | FK Shakhtar Donetsk      | 30 | 6  | 14 | 10 | 33 | 41 | -8  | 26  |
|  | 13. | FK Metalurh Zaporizhzhya | 30 | 9  | 7  | 14 | 27 | 38 | -11 | 25  |
|  | 14. | FK Pakhtakor Tashkent    | 30 | 9  | 7  | 14 | 37 | 45 | -8  | 25  |
|  | 15. | FK Metalist Járkov       | 30 | 8  | 9  | 13 | 32 | 43 | -11 | 25  |
|  | 16. | FK Lokomotiv Moskva      | 30 | 5  | 8  | 17 | 18 | 47 | -29 | 18  |

Pts = Puntos; PJ = Jugados; G = Ganados; E = Empatados; P = Perdidos; GF = Goles Anotados; GC = Goles Recibidos; Dif = Diferencia de gol

## Goleadores
18 goles
- Igor Kolyvanov (Dynamo Moskva)

14 goles
- Oleg Salenko (Dynamo Kiev)
- Igor Shkvyrin (Pakhtakor)

13 goles
- Aleksandr Mostovoi (Spartak Moskva)
- Dmitri Radchenko (Spartak Moskva)
- Nazim Suleymanov (Spartak Vladikavkaz)

12 goles
- Dmitri Kuznetsov (CSKA Moskva)

10 goles
- Igor Korneev (CSKA Moskva)
- Andrei Piatnitski (Pakhtakor)

9 goles
- Andrei Kobelev (Dynamo Moskva)
- Viktor Leonenko (Dynamo Moskva)
- Oleg Sergeyev (CSKA Moskva)
- Valeri Velichko (Dinamo Minsk)

## Plantillas
(partidos disputados y goles anotados entre paréntesis)
| 1. PFC CSKA Moscú |
| Porteros: Mikhail Yeremin (15 / -14), Dmitri Kharine (11 / -8), Aleksandr Guteyev (6 / -10). Defensas: Sergei Kolotovkin (25 / 1), Sergei Fokin (25 / 1), Dmitri Galiamin (21 / 2), Dmitri Bystrov (21), Oleg Malyukov (19), Vasili Ivanov (15), Valeri Minko (8), Viktor Yanushevsky (8), Mikhail Sinyov (1). Centrocampistas: Valeri Broshin (30 / 4), Dmitri Kuznetsov (29 / 12), Igor Korneev (29 / 10), Mikhail Kolesnikov (28 / 2), Vladimir Tatarchuk (24 / 5), Aleksandr Grishin (5), Dmitri Karsakov (1), Lev Matveyev (1). Delanteros: Oleg Sergeyev (30 / 9), Valeri Masalitin (18 / 7), Sergey Dmitriev (16 / 4), Ilshat Faizulin (3). Entrenador: Pavel Sadyrin. Altas durante la temporada: Dmitri Kharine (del Dynamo Moscú), Lev Matveyev (del Zvezda Perm), Sergey Dmitriev (del Xerez CD), Viktor Yanushevsky (del Tennis Borussia). Bajas durante la temporada: Mikhail Yeremin (fallecido), Dmitri Karsakov (al FC KAMAZ Naberezhnye Chelny), Dmitri Galiamin, Dmitri Kuznetsov, Igor Korneev (todos al RCD Español), Vladimir Tatarchuk (al Slavia Praga), Valeri Broshin (al Kuopion Palloseura), Sergei Fokin (al HJK Helsinki), Sergey Dmitriev (al Stahl Linz). |
| 2. FC Spartak Moscú |
| Porteros: Stanislav Cherchesov (30 / -30). Defensas: Dmitri Popov (30 / 5), Vasili Kulkov (22 / 1), Andrei Mokh (20 / 1), Dmitri Khlestov (14), Boris Pozdnyakov (10), Yevgeni Bushmanov (8 / 1), Dmitri Ananko (7), Dmitri Gradilenko (6), Sergei Bazulev (4), Sergei Chudin (1). Centrocampistas: Hennadiy Perepadenko (28 / 5), Valery Karpin (28 / 3), Aleksandr Mostovoi (27 / 13), Andrei Ivanov (23), Igor Shalimov (22 / 5), Fyodor Cherenkov (22 / 3), Oleg Ivanov (14), Valeri Popovitch (6), Igor Kozlov (2), Oleg Imrekov (1), Aleksandr Karatayev (1), Serhiy Perepadenko (1). Delanteros: Dmitri Radchenko (29 / 13), Valeri Shmarov (19 / 6). One own goal scored by Viktor Vasilyev (FC Spartak Vladikavkaz). Entrenador: Oleg Romantsev. Altas durante la temporada: Andrei Mokh (del Dynamo Moscú), Dmitri Radchenko (del Zenit Leningrad), Igor Kozlov (del CSKA Moscú), Fyodor Cherenkov (del Red Star). Bajas durante la temporada: Igor Shalimov (al Foggia), Vasili Kulkov, Aleksandr Mostovoi (ambos al Benfica), Valeri Shmarov (al Karlsruher SC), Boris Pozdnyakov, Oleg Imrekov (ambos al FC Stahl Linz), Sergei Bazulev (al OLS), Andrei Mokh (al RCD Español), Hennadiy Perepadenko (al Hapoel Tzafririm). |
| 3. FC Torpedo Moscú |
| Porteros: Valeri Sarychev (17 / -12), Aleksandr Podshivalov (14 / -8). Defensas: Andrei Afanasyev (27 / 1), Aleksei Yushkov (24 / 5), Aleksandr Polukarov (19 / 1), Mikhail Solovyov (17), Maksim Cheltsov (5). Centrocampistas: Gennadi Grishin (29 / 7), Igor Chugainov (28 / 2), Sergei Shustikov (28 / 1), Sergey Agashkov (26 / 3), Andrei Kalaychev (23 / 2), Nikolai Savichev (21 / 3), Dmitri Ulyanov (16 / 1), Sergei Zhukov (9), Oleg Shirinbekov (8 / 1), Sergei Borisov (7), Vladimir Yeryomin (3), Aleksei Arefyev (1). Delanteros: Yuri Tishkov (24 / 8), Vadim Rogovskoy (14), Yuri Matveyev (12 / 1), Aleksandr Kuzmichyov (6), Andrei Talalayev (5), Aleksandr Gitselov (3). Entrenador: Valentin Ivanov (until September), Yevgeni Skomorokhov (from September). Altas durante la temporada: Aleksandr Podshivalov (del Ararat Yerevan), Aleksei Yushkov, Yuri Matveyev (ambos del Uralmash Sverdlovsk), Igor Chugainov (del Lokomotiv Moscú), Vladimir Yeryomin (del Chornomorets Odessa). Bajas durante la temporada: Aleksandr Polukarov (al Maccabi Tel Aviv F.C.), Vadim Rogovskoy (libre), Oleg Shirinbekov (al Vasas SC), Vladimir Yeryomin (al FC Metalurh Zaporizhya), Aleksei Yushkov (al Dynamo Moscú), Aleksandr Gitselov (al Zagłębie Lubin), Sergei Zhukov, Aleksei Arefyev (ambos al Abahani Dhaka), Yuri Matveyev (al Uralmash Yekaterinburg), Aleksandr Kuzmichyov (al Lokomotiv Moscú). |